# Wilson Kipsang Kiprotich
Wilson Kipsang Kiprotich (sinh ngày 15 tháng 3 năm 1982) là một vận động viên người Kenya chuyên chạy đường trường, thi đấu trong các sự kiện từ 10 km đến cuộc đua marathon. Anh là người giành huy chương đồng trong cuộc đua marathon tại Thế vận hội mùa Hè 2012. Anh là người giữ kỷ lục thế giới trước đây trong cuộc đua marathon với thời gian 2:03:23, mà anh đã thiết lập tại Berlin Marathon 2013, 15 giây nhanh hơn người giữ kỷ lục trước đó là Patrick Makau.
Anh đã chạy dưới 2 giờ 4 phút cho cuộc đua marathon trong bốn dịp riêng biệt.
Kipsang là người chiến thắng hai lần của Frankfurt Marathon (2010 và 2011) và cũng đã giành được London Marathon (2012 và 2014), New York Marathon (2014) và Tokyo Marathon (2017).  Anh ấy giữ thời gian tốt nhất thứ mười hai trong khoảng cách bán marathon (58:59 phút).